# Giulio Belvederi
Giulio Belvederi (Bologna, 3 aprile 1882 – Roma, 28 settembre 1959) è stato un archeologo e presbitero italiano.
Primo segretario del Pontificio istituto di archeologia cristiana e fondatore della Comunità delle benedettine di Priscilla.

## Infanzia e formazione
Nacque a Bologna il 3 aprile 1882 da Luigi e dalla contessa Vittoria Delfini Dosi. Secondo di nove fratelli, prese la decisione di farsi sacerdote dopo la licenza liceale classica conseguita presso il Collegio San Luigi di Bologna retto dai barnabiti. Ai genitori la notizia fu comunicata dallo zio materno, il cardinale vicario Pietro Respighi, che li rassicurò sulla fondatezza della vocazione del figlio. Entrò così nel 1900 nel seminario Pio di Roma, dove ebbe come compagno di studi Angelo Giuseppe Roncalli. 
Fu ordinato sacerdote il 17 dicembre 1904 dallo zio cardinale. Nel 1905 si laureò in sacra teologia, mentre frequentava i corsi di diritto all'Apollinare. Chiamato poco dopo a Bologna come segretario del cardinale Domenico Svampa, rimase al suo servizio fino alla morte del porporato, avvenuta nel 1907. Insegnò poi Sacra Scrittura ed ebraico nel Seminario diocesano, continuando a coltivare la passione per l'archeologia. Fu, inoltre, per diversi anni redattore de "L'Avvenire d'Italia". Nel dopoguerra Belvederi continuò la sua attività culturale e di insegnamento, oltre che come guida spirituale degli studenti e degli universitari cattolici: proprio quest'ultima attività lo portò ad entrare in relazione con la giovane Margherita Marchi, che divenne sua figlia spirituale e che collaborò con lui alla fondazione della Comunità delle Benedettine di Priscilla.

## Archeologia cristiana
Nell'ottobre del 1922 si trasferì di nuovo a Roma, dove lo volle Pio XI, che lo aveva conosciuto quando era prefetto all'Ambrosiana, per affidargli lo studio e la cura delle catacombe romane. Entrò così a far parte della Pontificia commissione di archeologia sacra e, nel 1923, conferendogli il titolo onirifico di Prelato domestico di Sua Santità. 
Nel 1924 fondò l'associazione "Amici delle Catacombe", e con il loro aiuto economico acquistò aree presso le catacombe sulle quali vennero costruite case per facilitare l'accoglienza dei pellegrini – le Case delle Catacombe – presso i cimiteri di Pretestato, di San Callisto, di Domitilla e di Priscilla.
Nel 1925 Belvederi fu impegnato nella fondazione del Pontificio istituto di archeologia cristiana, del quale fu segretario, collaborando con grande entusiasmo con il primo rettore dell'Istituto, mons. Johann Peter Kirsch; promuovendo, in particolare, la pubblicazione della "Rivista di Archeologia cristiana", della quale fu amministratore e segretario. 
Nel 1926 insegnò archeologia cristiana al Pontificio ateneo di Propaganda Fide, succedendo a Orazio Marucchi del quale era stato allievo. La sua eloquente parola spirituale, robustamente fondata su un'elaborazione culturale, lo portò ad attività di catechesi e di direzione spirituale di giovani studenti: emblematici, in questo senso, gli appuntamenti del venerdì che, per molti anni, egli tenne con gli alunni del collegio Capranica, presso il quale svolse il ministero di padre spirituale. Fu inoltre direttore spirituale delle figlie di Maria, della Gioventù femminile di Azione Cattolica e assistente delle studentesse dell'Istituto Sant'Elisabetta di Bologna retto dalle sorelle dei poveri di Santa Caterina da Siena, di direttore spirituale presso le giuseppine e le Ancelle del Sacro Cuore. Per interessamento di Giulio Belvederi, l'Istituto delle Sorelle dei Poveri apriva a Roma una Casa presso le catacombe di San Sebastiano. Ciò rientrava in un progetto di apostolato culturale di notevole portata, lanciato da Belvederi, sotto lo stimolo e l'approvazione dello stesso Pio XI, in occasione dell'Anno Santo del 1925 e in relazione all'attività di ricerca del Pontificio istituto di archeologia cristiana. Inizialmente, nel 1924, a San Sebastiano e alle Catacombe di Priscilla, poi nel 1927 alle Catacombe di Pretestato e nel 1930 alle Catacombe di Domitilla, per valorizzare le catacombe dal punto di vista culturale e di studio, per il culto dei martiri e per nuove forme di apostolato. Dovendo provvedere a famiglie religiose che collaborassero all'attuazione di tale ideale, scelse per San Callisto e per le Catacombe di Priscilla quelle suore che già seguiva, appunto le Sorelle dei Poveri di Santa Caterina da Siena, di cui aveva conosciuto anche la fondatrice.
Con l'aiuto di benefattori e la sua personale generosità aveva costruito per loro a San Sebastiano una casa di noviziato, nella quale erano entrate molte delle sue figlie spirituali: casa che poi fu trasferita altrove quando a San Callisto il Papa volle insediare la comunità salesiana. Avendo grande stima della Regola benedettina e grande amore alla preghiera liturgica di cui conosceva e inculcava il valore, aveva visitato molti monasteri in Italia e in Germania.
Mentre sul piano scientifico Belvederi conduceva ricerche archeologiche nel cimitero cristiano di Sant'Alessandro in via Nomentana, fondò il "Bollettino degli Amici delle Catacombe", organo dell'associazione degli "Amici delle catacombe" apparso dal 1930 al 1946, attraverso cui promosse la pubblicazione di libri e opuscoli anche a carattere divulgativo, e impiantò per questo scopo alle Catacombe di Priscilla una tipografia di "spirito paleocristiano". Tenne numerose conferenze, spesso proprio presso le catacombe, registrate nelle circolari del Collegium cultorum martyrum, tanto che per questa continua, intensa e multiforme attività scientifica, culturale e spirituale, nel 1950 la "Nouvelle revue théologique" lo avrebbe definito spécialiste universellement apprécié des catacombes romaines.

## Fondatore

### Nascita di una nuova comunità
Nella sua apertura alla cultura moderna, Belvederi pensava certamente ad un ruolo più significativo della donna nella società, nella cultura e nella Chiesa. Inoltre, lo studio e la valorizzazione pastorale dell'antichità cristiana lo portava a meditare su alcune figure femminili che avevano donato le aree cimiteriali antiche: Priscilla, Lucina, Domitilla. E, tuttavia, nella visione seppur dinamica e moderna di Belvederi il ministero cristiano della donna rimaneva ancillare, subordinato al ministero sacerdotale.
A causa di incomprensioni, invidie e forse anche calunnie Belvederi fu costretto ad allontanarsi dall'Istituto religioso delle sorelle dei poveri di Santa Caterina da Siena. Nell'ottobre del 1936 un gruppo di suore si staccò dalla famiglia madre e seguì come superiora la madre Margherita Marchi, per intraprendere una vita di preghiera liturgica e di lavoro di stile benedettino. L'autorità ecclesiastica chiese a mons. Belvederi di ospitarle nell'antico convento cappuccino di Montefiolo presso Aspra Sabina, che lui aveva comperato nel 1936 per farne un luogo di cura per religiose bisognose, e lo nominò loro assistente ecclesiastico. Mons. Belvederi riuscì ad assicurare una cappellania alla piccola comunità di Montefiolo, rivolgendosi all'abate della comunità benedettina romana di San Girolamo. Infatti, il sottopriore dell'abbazia benedettina di Montserrat concederà come cappellano alla comunità il giovane monaco Aureli Maria Escarré, esule dalla Spagna, che si trovava allora a Roma per far da punto di raccordo tra i membri della comunità catalana dispersa. In seguito, oltre alle case di Priscilla e di Montefiolo, Belvederi aprirà un'altra casa a San Felice Circeo nel 1954.
La nuova comunità ottenne presto l'approvazione ecclesiastica con il nome di Oblate Regolari Benedettine di Priscilla, perché manteneva anche questa casa sulle catacombe: fu riconosciuta come Congregazione di diritto diocesano il 20 gennaio 1937, e di diritto pontificio il 10 febbraio 1948. La madre Marchi fece adottare l'abito benedettino, mentre la stesura delle nuove costituzioni fu affidata al priore dell'abbazia di San Girolamo, dom Teodoro Suhr, che lavorò a stretto contatto con la madre Marchi, tenendo conto del parere di mons. Belvederi. Fu impostata così una forma di vita non rigorosamente claustrale, pur con un'impronta spirituale benedettina, i cui modelli ispiratori furono le Costituzioni di San Lioba e di San Mauro, a cui lo stesso dom Suhr apparteneva. L'insistenza di mons. Belvederi per le opere proprie di una vocazione anche attiva fu assunta nel concetto benedettino di lavoro.
In questa nuova famiglia religiosa Belvederi continuava a svolgere l'attività di direzione spirituale, anche con istruzioni pressoché quotidiane sulla liturgia, la Sacra Scrittura, il catechismo.

### Le Benedettine di Priscilla
Nel 1940 la Madre Marchi decise di allontanarsi con la maggior parte delle suore, per intraprendere una vita benedettina totalmente monastica a Vilboldone, presso Milano. Tale scelta avrebbe comportato uno stile di vita incompatibile con le esigenze pratiche delle case, specialmente per Priscilla dove le suore lavoravano al servizio del Pontificio istituto di archeologia cristiana, curando i lavori a stampa, la riproduzione fotografica dei monumenti paleocristiani e come guide alle catacombe. Infatti, Belvederi vedeva nella regola benedettina un'attuazione delle aspirazioni della primitiva comunità cristiana, in una vita di famiglia dove, cor unum et anima una, si lavorasse per la diffusione della fede e si lodasse Dio in comunione con la Chiesa tutta. La separazione, dunque, era ormai inevitabile.
Rimasero con lui solo otto suore e di queste egli sentì di dover assumere una vera paternità spirituale. Tutto lo snodarsi di queste vicende fu per lui motivo di grandi sofferenze, di contrasti e anche di umiliazioni.
Al numero esiguo di suore, per la sua azione apostolica e per la stima che egli godeva presso tanti sacerdoti amici, si aggiunsero presto nuove vocazioni e la comunità, attraverso le opere e le parole, si dedicò a trasmettere i valori di amore e di fede della primitiva comunità cristiana attraverso la conoscenza dei luoghi sacri, creando anche oasi di preghiera e di silenzioso apostolato insieme ai sacerdoti, affiancandoli con la preghiera e con il lavoro.

## In difesa degli ebrei

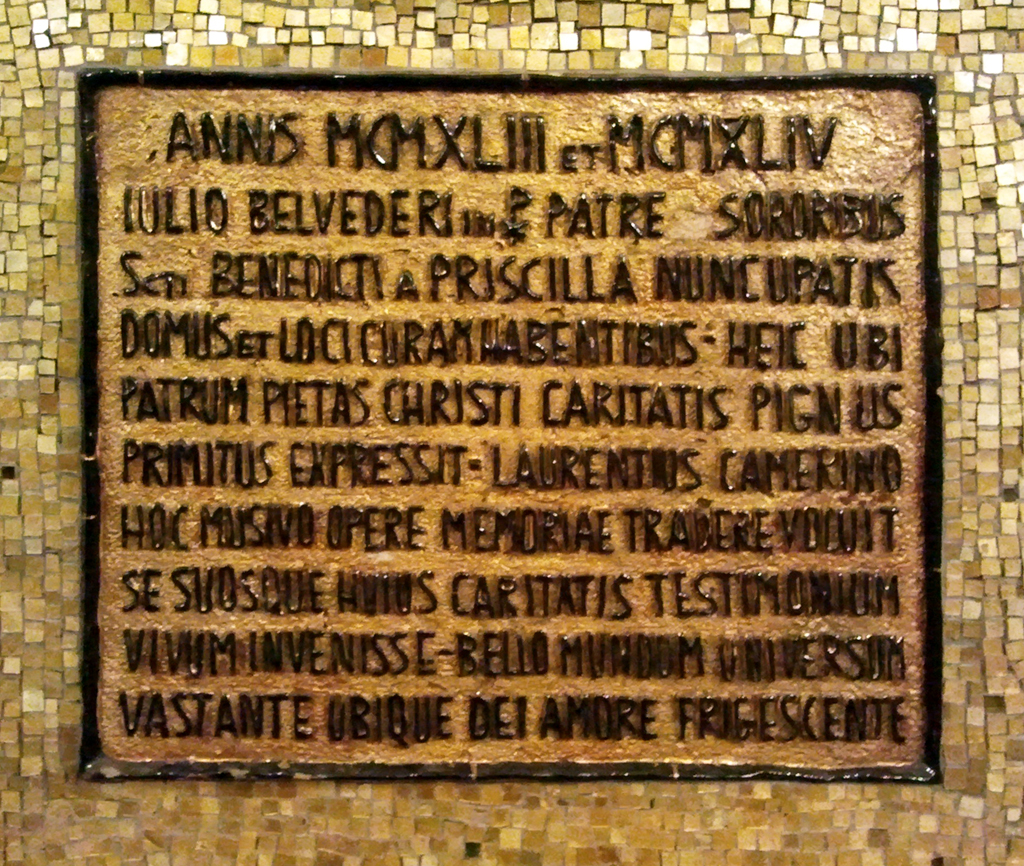
Iscrizione commemorativa del mosaico di Vincenzo Camerino - Cappella delle Catacombe Priscilla, Roma

Quando nell'ottobre 1943 la ferocia nazista si accanì contro la comunità ebraica di Roma, Belvederi difese alcuni ebrei nascondendoli presso le Catacombe di Priscilla. Tra di essi c'erano «i coniugi Camerino con la bambina – ha narrato suor Anna – lui era ebreo convertitosi prima della guerra, ma temeva ugualmente, era molto in vista, aveva un negozio di mosaici in Piazza San Marco. È suo il mosaico che abbiamo in Cappella. […] Poi avevamo un maresciallo, non mi ricordo come si chiamava – c'era anche un ministro del governo Badoglio, Visconti di Modrone anche lui in pericolo. Fin da aprile del 1943 avevamo la signorina Speier che lavorava in Vaticano».
Hermine Speier, archeologa ebrea tedesca, fu assunta da Pio XI per riordinare l'archivio fotografico dei Musei Vaticani, dopo essere stata licenziata dall'Istituto archeologico germanico a causa delle sue origini. Lo storico Hubert Jedin, amico della Speier, riferisce che aveva provveduto a sistemarla dalle suore di Priscilla «il direttore della casa, mons. [Giulio] Belvederi, nipote del cerimoniere pontificio Respighi. Il nascondiglio era estremamente sicuro, poiché in caso di perquisizione lei e gli altri "imboscati" potevano dileguarsi, passando per un accesso segreto nella vicina catacomba, che in questo modo aveva una funzione analoga a quella avuta all'epoca delle persecuzioni dei cristiani».

## Morte
Gravemente infermo dal 1957, morì il 28 settembre 1959. Venti giorni prima della sua morte ricevette la visita di papa Giovanni XXIII, suo vecchio amico, che nei giorni successivi non mancò di manifestargli la sua amicizia inviandogli più volte il suo segretario, mons. Loris Capovilla, il quale celebrò anche la messa funebre nella chiesa parrocchiale di San Saturnino, rinnovando la partecipazione del Papa espressa con un messaggio ai familiari alla notizia della morte. Inoltre, lo stesso Giovanni XXIII volle andare a pregare di persona presso la tomba dell'amico nel monastero sabino di Montefiolo.